# Erich Kaufmann
Erich Kaufmann (Demmin, 21 settembre 1880 – Heidelberg, 5 novembre 1972) è stato un diplomatico e giurista tedesco considerato tra i massimi esperti di diritto costituzionale e internazionale della Repubblica di Weimar e della Repubblica Federale Tedesca.
Prese posizione contro il neokantismo positivista difendendo il diritto naturale classico e sostenendo una visione ontologica e metafisica del diritto. Durante il dominio nazista, Kaufmann venne perseguitato come “ebreo” per via della sua famiglia d'origine di fede ebraica. Per questo dovette fuggire all'estero nel 1938.